# Réfractométrie

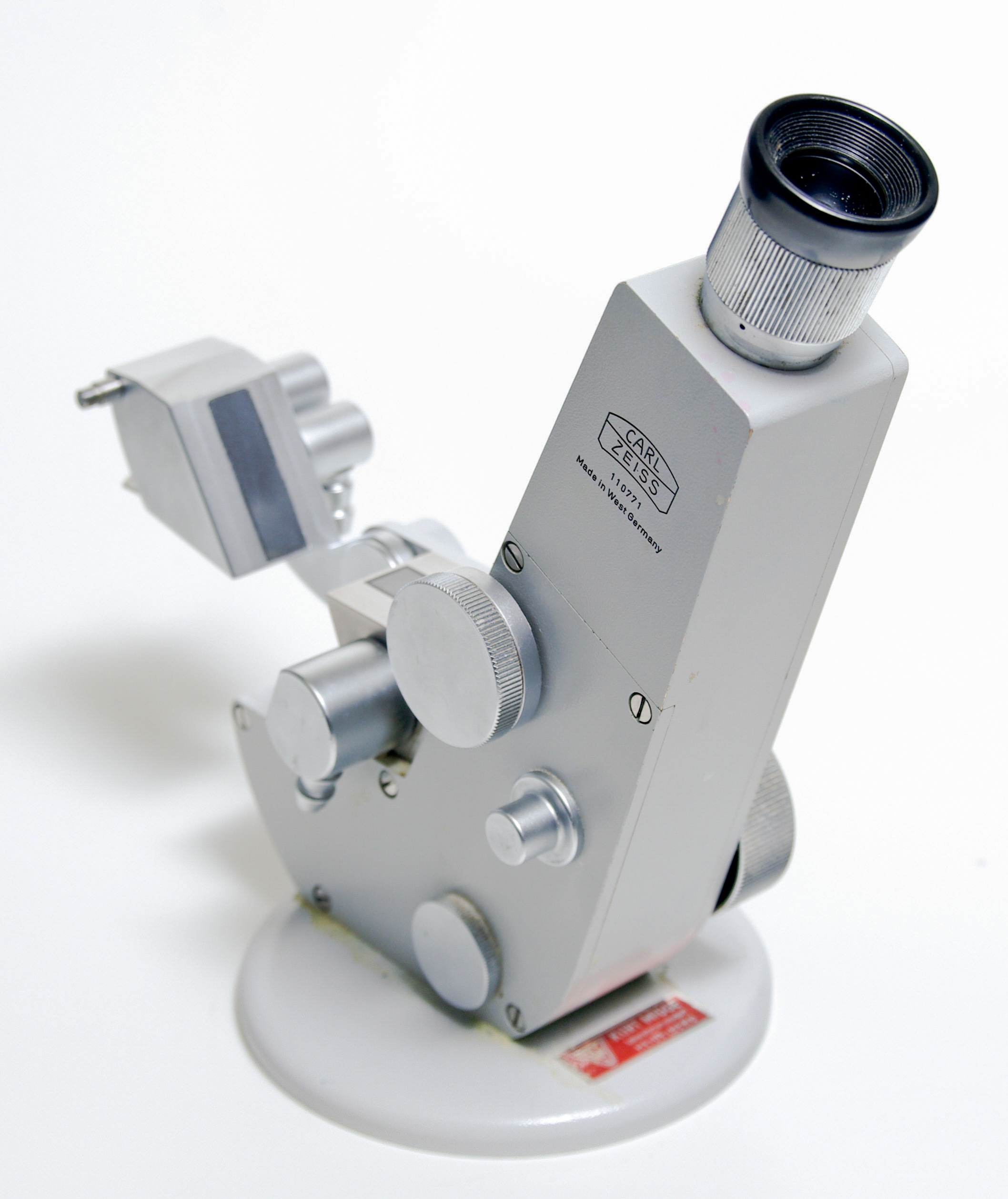
Réfractomètre d'Abbe de marque Carl Zeiss.

La réfractométrie est une technique qui vise à déterminer la partie réelle de l'indice de réfraction d'un matériau.
L'instrument de laboratoire ou de terrain utilisé est le réfractomètre. La plupart des modèles courants effectue une mesure de l'angle limite de réfraction et déduisent ensuite l'indice de réfraction de l'échantillon. L'indice est calculé à partir de la loi de Snell-Descartes et peut aussi être estimé à partir de la composition de la matière à l'aide de la loi de Gladstone. Les réfractomètres modernes fournissent des résultats numériques qui permettent un traitement par ordinateur via une interface standard (Ethernet, USB, RS232).
Après étalonnage, le réfractomètre permet de connaître la concentration d'un soluté dans un solvant connu. C'est le cas de la détermination du sucre dans le jus de raisin. De plus, avec les mesures de température d'ébullition et de fusion, la réfractométrie fait partie des tests les plus courants pour identifier les produits d'une synthèse organique.

## Historique

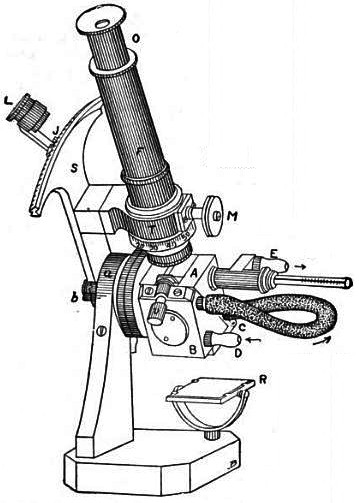
Réfractomètre d'Abbe datant de 1908. Les prismes sont contrôlés en température pour éviter leur dilatation.

En 1874, Ernst Abbe, qui travaille alors dans l’entreprise de Carl Zeiss, rédige un livre dans lequel il présente son premier réfractomètre, une invention qui date en fait de 1869. Ce réfractomètre fonctionne à l’aide de prismes en toit d'Amici et permet de mesurer des indices optiques de liquides allant de 1,3 à 1,7. Initialement, Carl Zeiss construit ce type d’instruments en nombre très limité, strictement réservé à l’usage interne de l’entreprise et pour quelques clients spéciaux. En 1881, le réfractomètre d’Abbe est ouvert au public et apparaît dans le catalogue des microscopes de Zeiss. En 1893 et sous l’impulsion de Carl Pulfrich, Zeiss sort un catalogue spécialisé dans l’instrumentation optique : les réfractomètres d’Abbe et de Wolney font figure de proue de ce catalogue. Ce dernier réfractomètre est spécialisé dans la mesure de l’indice de réfaction de graisses alimentaires et permet, entre autres, de différencier facilement le beurre de la margarine.
Durant le demi-siècle qui suit, Carl Zeiss perfectionne son matériel tout en gardant le même principe de fonctionnement. Ainsi, dès 1882, le réfractomètre de Wolney voit diminuer sa plage d’indices optiques mesurables, et cela permet d’ajouter une lunette afocale munie d’un réticule pour faciliter la lecture. À l’occasion d’une exposition en 1893, la peinture recouvrant initialement les prismes est remplacée par un plaquage de nickel, plus résistant. En 1899, la monture est rigidifiée et accompagnée d’un miroir d’éclairement plus important, ce qui permet de rendre la lecture plus claire. En 1911, la monture est redessinée et présente désormais une base très solide en fer peint. Durant cette même année, Zeiss sort un réfractomètre spécialement conçu pour mesurer l’indice de réfraction du sucre.

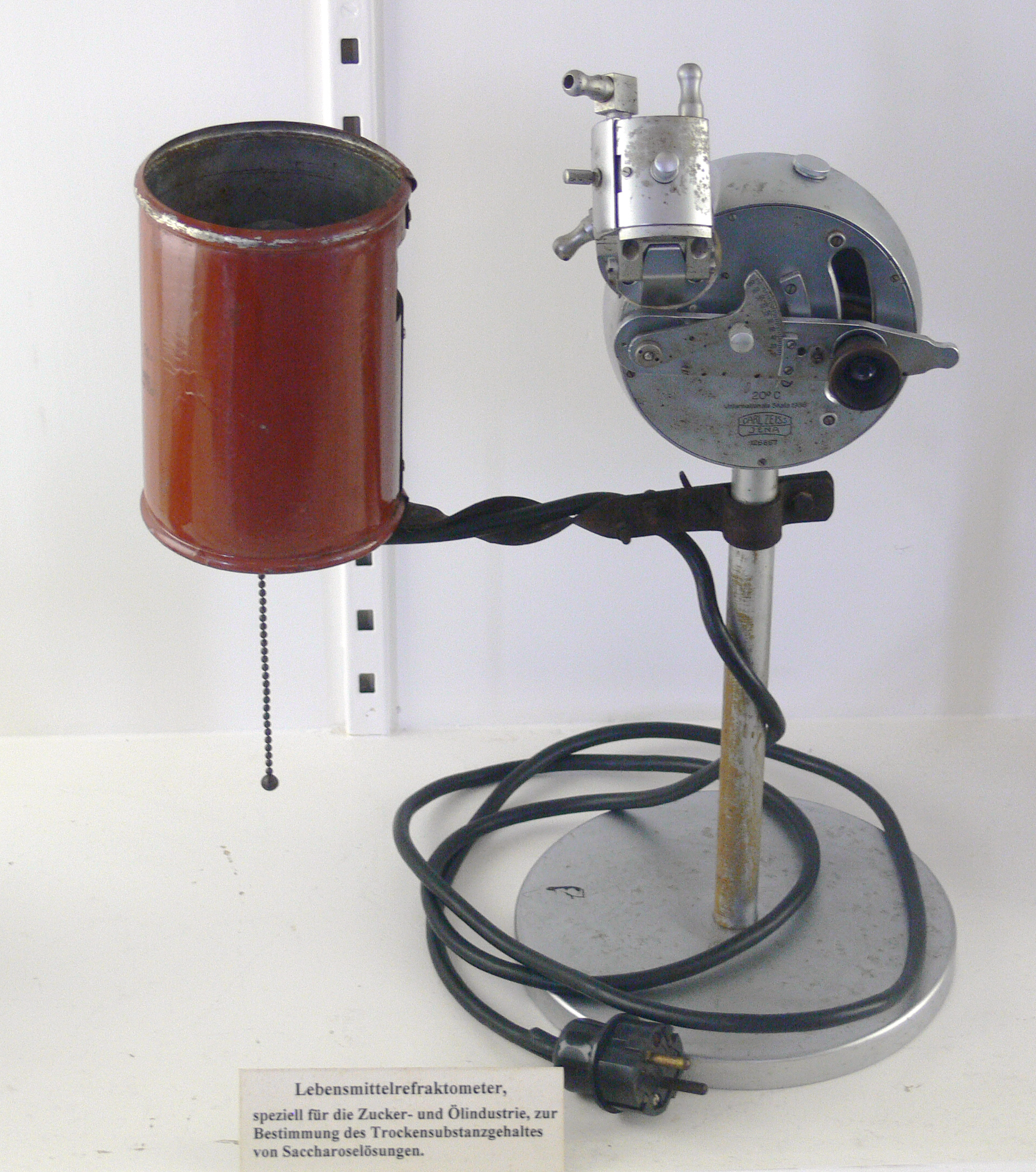
Réfractomètre à sucre exposé au Musée du Sucre à Berlin.

À la fin de la Première Guerre mondiale, Carl Zeiss perd le monopole de la production de réfractomètres. En Angleterre, par exemple, de nombreuses entreprises agro-alimentaires développent leurs propres réfractomètres à des fins de recherche. Ainsi, dans les années 1920, trois grandes entreprises émergent sur le marché des réfractomètres : Bausch & Lomb Optical Co. (USA), Spencer Lens Company (USA) et Adam Hilger & Co. (Angleterre). Leurs productions sont très ressemblantes au réfractomètre d’Abbe initial. Une troisième compagnie américaine, Warren Valentine Co. (du nom de son créateur) produit également des réfractomètres au sortir de la guerre. Valentine ayant besoin de réfractomètres en 1917 et, ne pouvant s’en procurer à cause de la guerre, il crée sa propre production de réfractomètres. La sortie de ses premiers produits sera pourtant reportée à 1919, faute de personnel qualifié et de matière première. Ce délai lui permet de redessiner le réfractomètre d’Abbe en une version plus précise qui deviendra le réfractomètre de Valentine.
En 1926, un réfractomètre conçu pour l’industrie agro-alimentaire permet de mesurer à la fois l’indice d’un sucre ou d’une huile.
Malgré la destruction des ateliers de Carl Zeiss à Iéna durant la Seconde Guerre mondiale, l’entreprise continue de produire après la guerre des réfractomètres d’Abbe très reconnaissables par leur forme. L’Allemagne étant séparée en deux, la branche allemande de l’Ouest se sépare de la firme initiale (Iéna était en Allemagne de l’Est) et décide de reprendre à zéro le design de ses instruments. Il en résulte une série d’instruments élégants permettant de régler et de lire l’indice au travers d’un seul et même oculaire. En 1956, Bausch & Lomb Optical Co. sort le «Abbe 3L», un réfractomètre du même genre. De plus, l’appareil est électrique et l’illumination se fait via une source interne. Cet instrument est devenu très populaire et ressemble beaucoup aux réfractomètres actuels. 
Vers 1976, American Optical - un successeur de Spencer - introduit sur le marché un réfractomètre d’Abbe à lecture digitale, instrument qui sera en fait commercialisé sous la marque Leica.

## Réfractomètre d'Abbe classique

### Description du dispositif

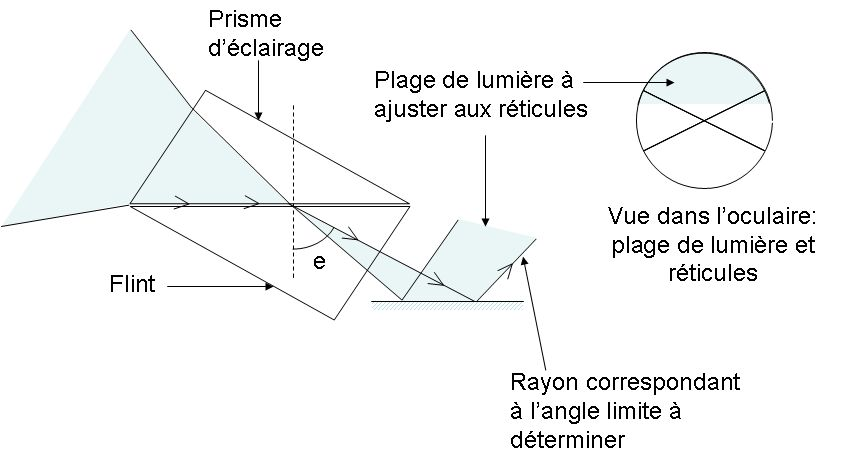
Réfractomètre à prisme d'Abbe : le prisme supérieur est éclairé et contient le rayon rasant. La lumière entre dans le prisme inférieur en une plage de lumière dont le rayon supérieur correspond au prolongement du rayon rasant. À la sortie du prisme, cette plage de lumière est réfléchie par un miroir et est observée par une lunette colimatrice. L'utilisateur peut observer, dans cette lunette, la plage de lumière et sa limite qui porte l'information sur l'angle limite, donc sur l'indice de réfraction du liquide étudié.

Le premier réfractomètre a été décrit en 1874 par son inventeur, Ernst Abbe. Dans son étude sur les réfractomètres de 1901, Culmman décrit cet instrument comme constitué de deux prismes en verre flint enfermant une mince couche de 1/20e de millimètre d'épaisseur du liquide à examiner. Le prisme supérieur sert uniquement à créer un éclairage rasant. L'article plus récent de Véret indique que dans les réfractomètres modernes, le prisme supérieur sert à l'éclairage et que le prisme inférieur est celui qui permet la mesure. 
Comme il n'est pas possible d'avoir un unique rayon rasant qui rentre au bon endroit dans le support matériel sous-jacent, le dispositif met en jeu un faisceau de lumière dont la limite est, par construction, le rayon rasant. Ce pinceau lumineux est réalisé à l'aide du prisme supérieur. Ce faisceau constitue la plage de lumière dont la limite sera ajustée au réticule et sera la base de la mesure.

### Lien entre la mesure et l'indice
On considère un prisme parfaitement connu (angle a du sommet, indice n'), plongé dans l'air (d'indice 1) sur lequel on dépose une goutte d'échantillon inconnu. On considère également un rayon entrant en incidence normale. 
Dans ce cadre, on a les égalités suivantes :
{\displaystyle n\sin(i_{1})=n'\sin(r_{1})\Leftrightarrow n=n'\sin(r_{1})}
{\displaystyle a=r_{1}+i_{2}}
{\displaystyle n'\sin(i_{2})=\sin(r_{2})}
La mesure de la position du réticule est directement reliée à {\displaystyle r_{2}}. La connaissance de {\displaystyle r_{2}} permet d'obtenir {\displaystyle i_{2}}. De plus, {\displaystyle i_{2}} et {\displaystyle a} donnent accès à {\displaystyle r_{1}}, qui, combiné avec {\displaystyle n'} permet de remonter à l'indice inconnu {\displaystyle n}.  

Illustration du principe du réfractomètre d'Abbe : une goutte du liquide à tester (en jaune) est déposée sur un prisme d'indice connu (en bleu). On éclaire le système avec une lumière monochromatique en incidence rasante. Un viseur en sortie de prisme permet de voir la limite (très nette) entre la plage sombre et la plage illuminée. En connaissant la position de cette limite et l'indice du prisme, on peut remonter à l'indice de l'échantillon.

### Utilisation en lumière blanche
Le dispositif de base n'est utilisable qu'avec une lumière  monochromatique, car l'indice d'un matériau, surtout celui du verre flint, dépend de la longueur d'onde. En effet, les verres flint ont une forte dispersion (nombre d'Abbe inférieur à 50).
La raie D du sodium (longueur d'onde 589 nm) a été choisie historiquement car elle est proche de la zone de sensibilité maximale de l’œil (dans le vert, autour de 550 nm). Pour travailler en lumière blanche, deux autres prismes sont positionnés entre le verre flint et la lunette collimatrice de façon que les rayonnements de couleurs différentes convergent après leur traversée. Ce dispositif est appelé compensateur. Il permet ainsi d'avoir un système achromatique, utilisable en lumière blanche.
Les réfractomètres actuels fonctionnent en lumière naturelle ou avec l'éclairage d'une lampe blanche. La lumière arrive par une fenêtre sur une face d'entrée du prisme supérieur. La face inférieure de celui-ci est dépolie pour éviter les réflexions secondaires.

### Réglage et lecture de la mesure

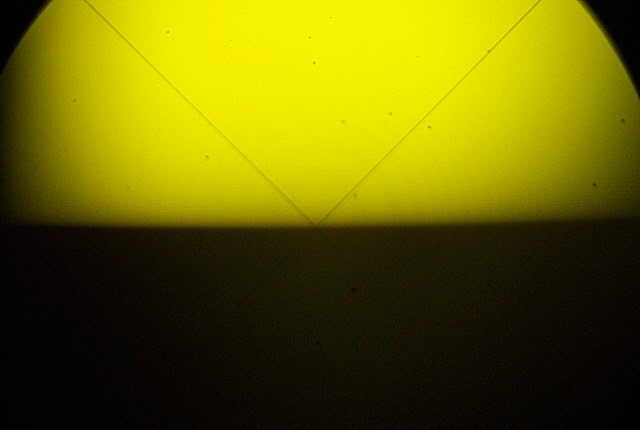
Réglage de la zone éclairée à la croisée des réticules

Le réglage du réfractomètre doit prendre en compte d'une part l'achromatisation et, d'autre part, la mise de la plage de lumière à la croisée des réticules. 
Une opération de calibration se fait une fois pour toutes avec de l'eau distillée.
Le bouton qui permet d'amener la plage lumineuse à la croisée des réticules agit sur l'angle du miroir disposé en sortie du prisme de flint. Cet angle correspond à l'indice qui s'affiche sur l'échelle graduée en indice de réfraction, visible dans l'oculaire.
Deux échelles sont disponibles. L'une donne directement l'indice de réfraction (entre 1,300 et 1,700). L'autre donne, entre 0 et 85 %, la teneur en matière sèche des jus sucrés.

### Limites d'utilisation
- Le réfractomètre d'Abbe ne peut être utilisé que pour des liquides d'indice de réfraction inférieur à celui du verre flint (n = 1,7). Au-delà de cette valeur, les rayons proches du rayon rasant subiraient une réflexion totale sur le dioptre liquide - flint, ce qui rendrait impossible la mesure. Cette limitation n'est pas gênante dans la pratique, peu de liquides ayant un indice de réflexion supérieur à celui du verre flint.

- L'indice étant une fonction de la température, un système de thermostat constitué par une circulation d'eau au sein du système optique permet de réguler cet effet.

## Autres réfractomètres

### Réfractomètre à angle variable
Le liquide est dans une cuve dont le fond est à lame parallèle. Cette lame est éclairée en incidence rasante par-dessous. Tout se passe donc comme si le liquide était éclairé en incidence rasante depuis l'air. Un viseur récupère le rayon et détermine son angle.

### Réfractomètre de Fischer

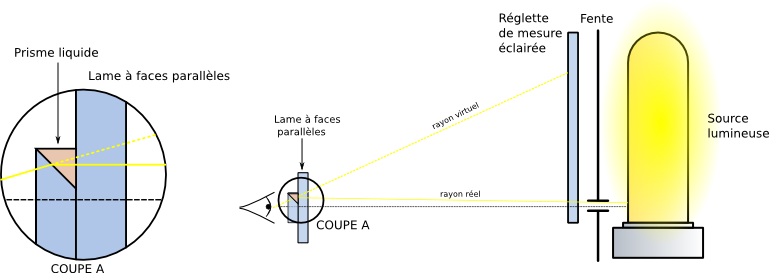
Schéma de principe d'un refractomètre de Fischer.

Le réfractomètre de Fisher est un réfractomètre proposé par E.E. Jelly en 1934 et commercialisé dans les années 1950 par Fisher Scientific Co..
Il s’agit d’un réfractomètre de basse précision (quatre décimales) qui permet de mesurer des indices allant de 1,3 à 1,9, soit une plage un peu plus large que les réfractomètres d’Abbe standards. En effet, ne fonctionnant pas sur le principe de réflexion totale, ce réfractomètre n'est pas limité par l'indice du verre flint. Initialement, le réfractomètre indiquait également le pourcentage en sucre de l’échantillon sur une échelle de 0 à 80 %, avec une précision de 1%.
Ce réfractomètre utilise un prisme liquide pour effectuer la mesure: la lumière passe d'abord par une fente, de manière à avoir une source quasi-ponctuelle. Les rayons passent ensuite dans le prisme liquide. Le rayon virtuel ainsi créé vient heurter la réglette de mesure, et permet à l'utilisateur de déterminer ainsi l'indice de réfraction.
À l'origine, Fischer présentait ce réfractomètre comme étant idéal pour l’identification de composés chimiques, le contrôle de préparations biologiques et l’étude des structures moléculaires. Le premier réfractomètre dessiné par Jelly utilisait une lamelle de microscope et nécessitait un millilitre d’échantillon pour effectuer la mesure. Des versions plus évoluées de ce réfractomètre ne nécessitent qu’un microlitre. Ce réfractomètre de petite dimension était transportable.
Une autre version de ce réfractomètre était équipée d’un dispositif de chauffage permettant de mesurer simultanément l’indice de réfraction, le point de fusion et la dispersion relative d’un échantillon solide. Les matériaux testables devaient avoir un point de fusion en dessous de 200 °C. Il était également possible de mesurer la pureté de l’échantillon en mesurant l’évolution de son indice de réfraction lors de l’évaporation.

### Réfractomètre à immersion

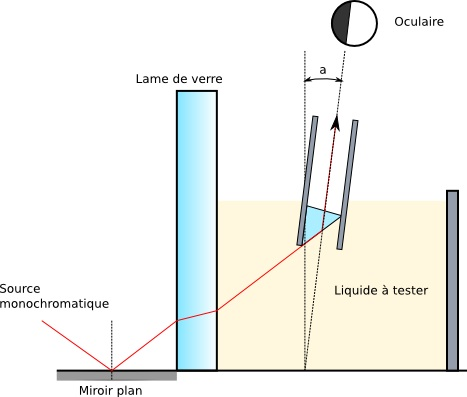
Schéma d'un réfractomètre à immersion

Conçu par Carl Pulfrich en 1899, ce réfractomètre fut initialement commercialisé par Carl Zeiss. La proposition initiale a ensuite été améliorée par Lowe et mise sur le marché en 1902. Bausch & Lomb Optical Co. a également développé un système similaire avec prisme interchangeable pour augmenter la plage d'indices accessibles. 
L’idée de ce réfractomètre est d’enlever le prisme supérieur du réfractomètre d’Abbe afin d’éliminer les contributions de rayons parasites. Un prisme, équivalent au prisme inférieur d’un réfractomètre d’Abbe classique est plongé dans le liquide à tester. Le prisme est monté sur un axe de sorte à pouvoir être éclairé en incidence rasante. Lorsque cette incidence est atteinte, on observe à l’oculaire une séparation franche entre la zone illuminée et la zone sombre, comme pour le réfractomètre d'Abbe. Cependant, puisqu'il n'y a plus de possibilité de réflexion parasite, le rayon émergent est plus précis et un grossissement plus fort est alors possible. C'est là l'intérêt de ce dispositif. Il permet donc d'avoir une décimale de plus que pour le réfractomètre d'Abbe.
Le réfractomètre a immersion permet de doser les solutés dissous dans l'eau, de faibles variations  d'indice précisément connues étant alors recherchées. Il est très pratique pour des analyses agroalimentaires. Par suite du grossissement considérable, une faible plage d'indice seulement est accessible: entre 1,325 et 1,367.
Ce réfractomètre nécessite un étalonnage, ce qui en fait un outil de mesure relative uniquement. De plus, puisqu'il est trempé dans la solution, un tel réfractomètre a besoin d'une quantité d'échantillon bien plus importante qu'un réfractomètre d'Abbe.

### Réfractomètre de Pulfrich

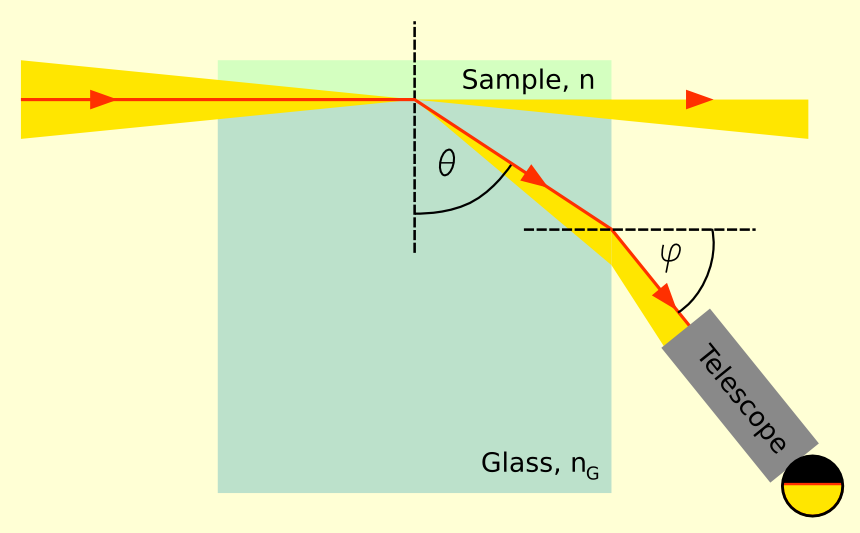
Schéma d'un réfractomètre de Pulfrich.

Ce réfractomètre de précision fut conçu en 1888 par Carl Pulfrich, et distribué par Max Wolz à Bonn. Une évolution fut commercialisée en 1895, après que Pulfrich eut rejoint Carl Zeiss. Dans les années 1930, Zeiss en a sorti une version améliorée. 
Ce réfractomètre a l’avantage de pouvoir être utilisé avec tous les types de sources lumineuses et de mesurer l’indice d’échantillons aussi bien liquides qui solides. 

Il peut aussi opérer à hautes températures et mesurer de petites variations d’indice. 

Il est précis à quatre chiffres après la virgule (moins précis donc que les « réfractomètres à immersion » par exemple, mais extrêmement simple à mettre en œuvre).

### Réfractomètre différentiel de Brice-Phoenix
Ce réfractomètre différentiel a une précision autour de {\displaystyle 3\times 10^{6}} avec une précision de {\displaystyle 0,5\%}. Cela fait de lui un outil de choix pour comparer la concentration de solutions chimiques. 
Très différent du réfractomètre d’Abbe, celui-ci est monté sur un banc optique. Une source de lumière à vapeur de mercure est suivie par un filtre puis traverse l’échantillon. L’analyse se fait ensuite au moyen d’une lunette afocale. Une mesure de l’indice nécessite d’utiliser trois filtres de couleurs différentes et de longueur d'onde précisément connue. Puisque la variation de l'indice en fonction de la concentration ({\displaystyle dn/dc}) est proportionnelle à l'inverse de la longueur d'onde au carré ({\displaystyle 1/\lambda ^{2}}), on peut ensuite tracer la droite et retrouver la concentration cherchée.
Ce refractomètre permet de mesurer aussi bien des composés liquides que solides.

### Réfractomètres automatiques

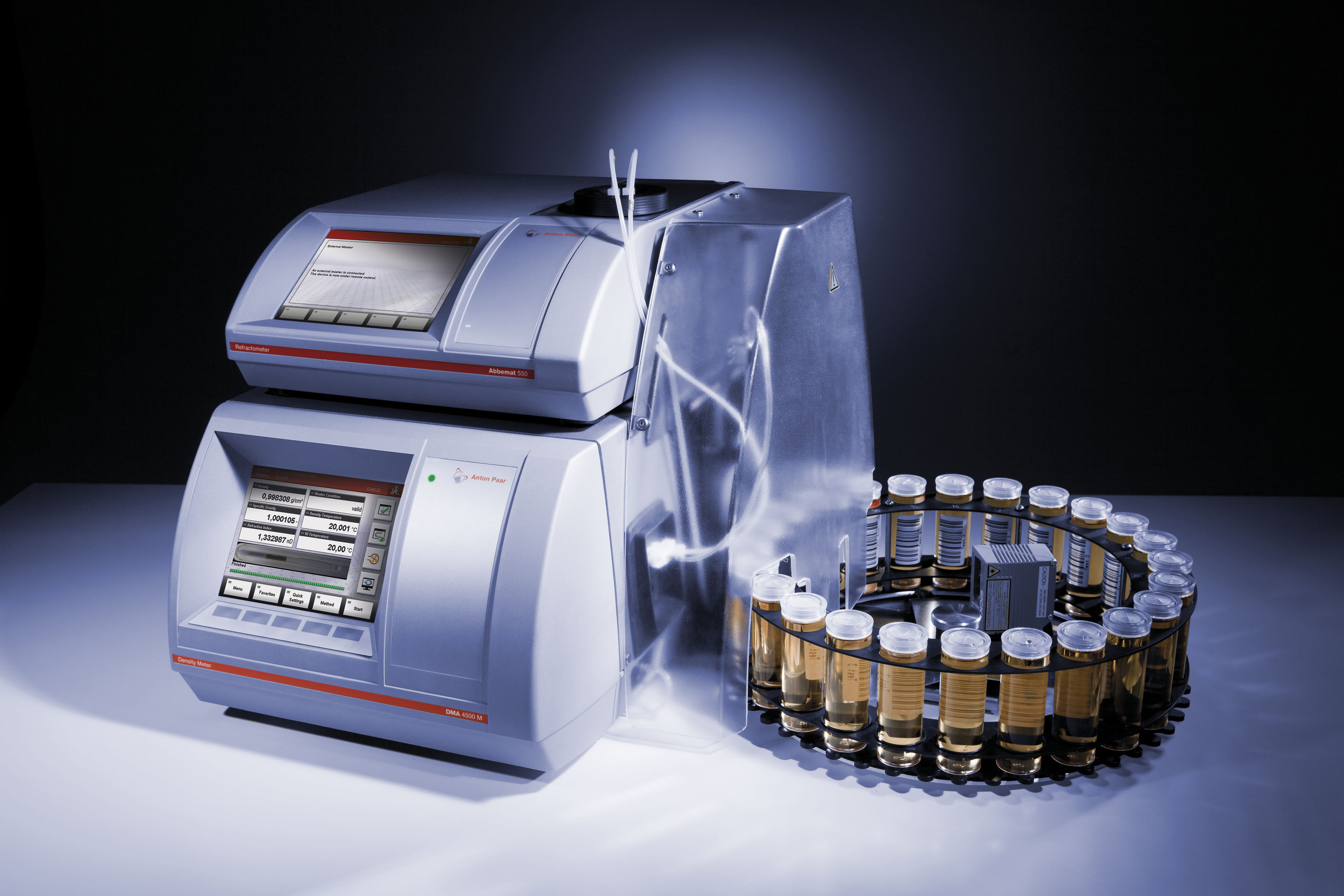
Réfractomètre et densimètre automatique.

Une source de lampe LED est reflétée sur la surface d'un prisme qui est en contact avec un échantillon. Selon la différence d'indice de réfraction entre le matériau du prisme et l'échantillon, la lumière est en partie transmise ou reflétée totalement (loi de Snell). L'angle critique de réflexion totale est déterminé en mesurant l'intensité de lumière reflétée comme une fonction de l'angle d'incident.
Des réfractomètres automatiques mesurent automatiquement l'indice de réfraction d'un échantillon. La mesure automatique de l'indice de réfraction de l'échantillon est basée sur la détermination de l'angle critique de réflexion totale. 
Une source lumineuse, habituellement LED longue durée, est concentrée sur une surface de prisme via un système de lentille. Un filtre d'interférence garantit la longueur d'onde indiquée. En raison de la lumière se concentrant à un endroit à la surface du prisme, une vaste gamme d'angles différents est couverte.
L'échantillon mesuré est en contact direct avec le prisme mesurant. Selon son indice de réfraction, la lumière entrante au-dessous de l'angle critique de réflexion totale est en partie transmise dans l'échantillon, tandis que pour les angles plus hauts d'incidence la lumière est totalement reflétée. Cette différence dans l'intensité de lumière réfléchie de l'angle d'incident est mesurée avec un réseau haute résolution. Le signal vidéo mesuré avec le capteur CCD calcule l'indice de réfraction de l'échantillon.
Les laboratoires d'aujourd'hui ne souhaitent pas mesurer seulement l'indice de réfraction mais également d'autres paramètres tels que la masse volumique ou la viscosité pour effectuer des contrôles qualité efficaces. En raison de la qualité de leur microprocesseurs, les réfractomètres sont capables de communiquer avec des ordinateurs qui peuvent piloter d'autres instruments comme des densimètres, polarimètres, colorimètres. Le stockages des données est effectué dans une base de données. Cette application est très répandue dans le milieu des cosmétiques (parfums, huiles essentielles, ...) et l'industrie pharmaceutique.
Les réfractomètres automatiques sont souvent utilisés pour les applications en pharmaceutique (contrôle qualité des matières premières et production). Les sites de fabrication doivent suivre certaines réglementations internationales telles que FDA 21 CFR Part 11, GMP, Gamp 5, USP<1058>, qui demandent un grand travail documentaire. Les distributeurs de réfractomètres automatiques aident les sites pharmaceutiques en fournissant avec les instruments, des ensembles documentaires qui répondent aux exigences des normes 21 CFR Part 11, avec niveaux utilisateurs, signature électronique et suivi rétrospectif. Ces ensembles contiennent :
- Qualification Plan (QP)
- Design Qualification (DQ)
- Risk Analysis
- Installation Qualification (IQ)
- Operational Qualification (OQ)
- Check List 21 CFR Part 11 / SOP
- Performance Qualification (PQ)

### Réfractomètre de poche
Dans sa publication de 1874, Abbe avait présenté un modèle de réfractomètre de poche. Il fallut cependant attendre les années 1950 pour que les constructeurs produisent cet instrument. En 1955, Carl Zeiss sort un modèle très compact en cuivre plaqué chrome avec un oculaire en bakélite. Ce réfractomètre fait 17 centimètres de long et est destiné à la mesure de concentration en sucre. Bausch & Lomb produit cinq ans plus tard un réfractomètre du même genre. L’éclairage se fait par la lumière ambiante qui est transformée en lumière monochromatique par un filtre orange. Le mesure se fait dans l’oculaire, et indique directement le pourcentage en sucre dans la solution. Un thermomètre attaché au dispositif permet ensuite d’effectuer les corrections nécessaires. Contrairement à celui de Zeiss, le boîtier est en aluminium recouvert d’émail. Deux versions sont produites, une pour mesurer des concentrations entre 0 et 60 %, l’autre entre 40 et 85 %. Les constructeurs affirment que leurs réfractomètres permettent d’atteindre une précision de 0.2%.
Les réfractomètres de poche sont communément utilisés pour déterminer la concentration de sucre dans les jus de fruits, mais également celle des acides dans le liquide de batterie. Ils ont l’avantage d’être très compacts et ne requièrent que très peu d’échantillon. Les premiers modèles étaient très sensibles à la température: ils étaient vendus avec un petit thermomètre et des tables correctrices. Les modèles actuels ont un système de compensation interne. 
Plesbicité par les agriculteurs, les réfractomètres de poche actuels sont calibrés de manière à afficher 0 pour l'eau distillée, et directement la concentration en sucre pour les jus de fruits analysés. Le jus à analyser est déposé sur le prisme, le couvercle est refermé et l'instrument est dirigé vers la lumière. Il suffit alors de faire une lecture directe. La variation d'indice avec la température est automatiquement corrigée: la compensation est de 0,00045 unité d'indice de réfraction par degré Celsius autour de 20 °C.

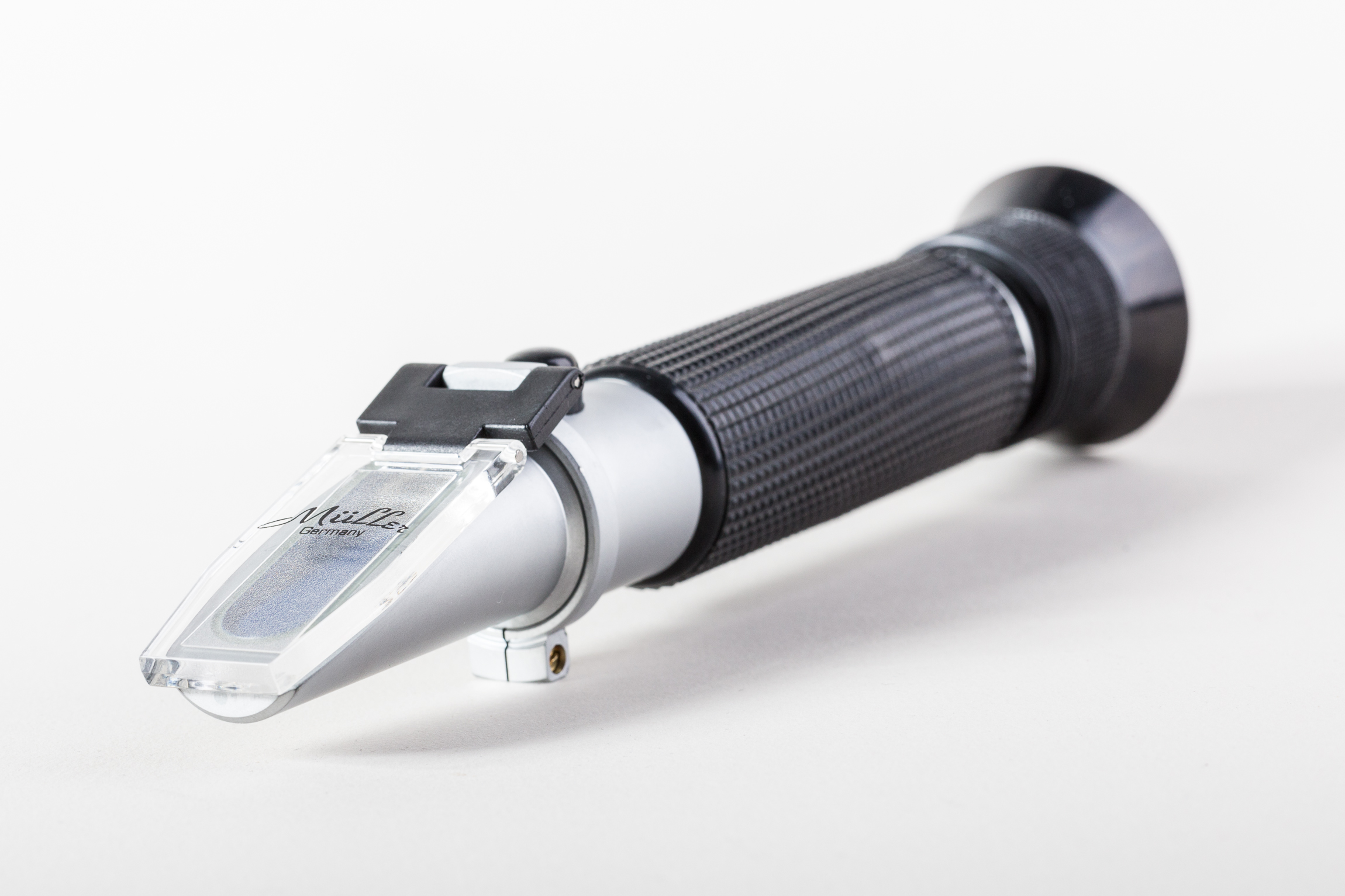
Réfractomètre fermé
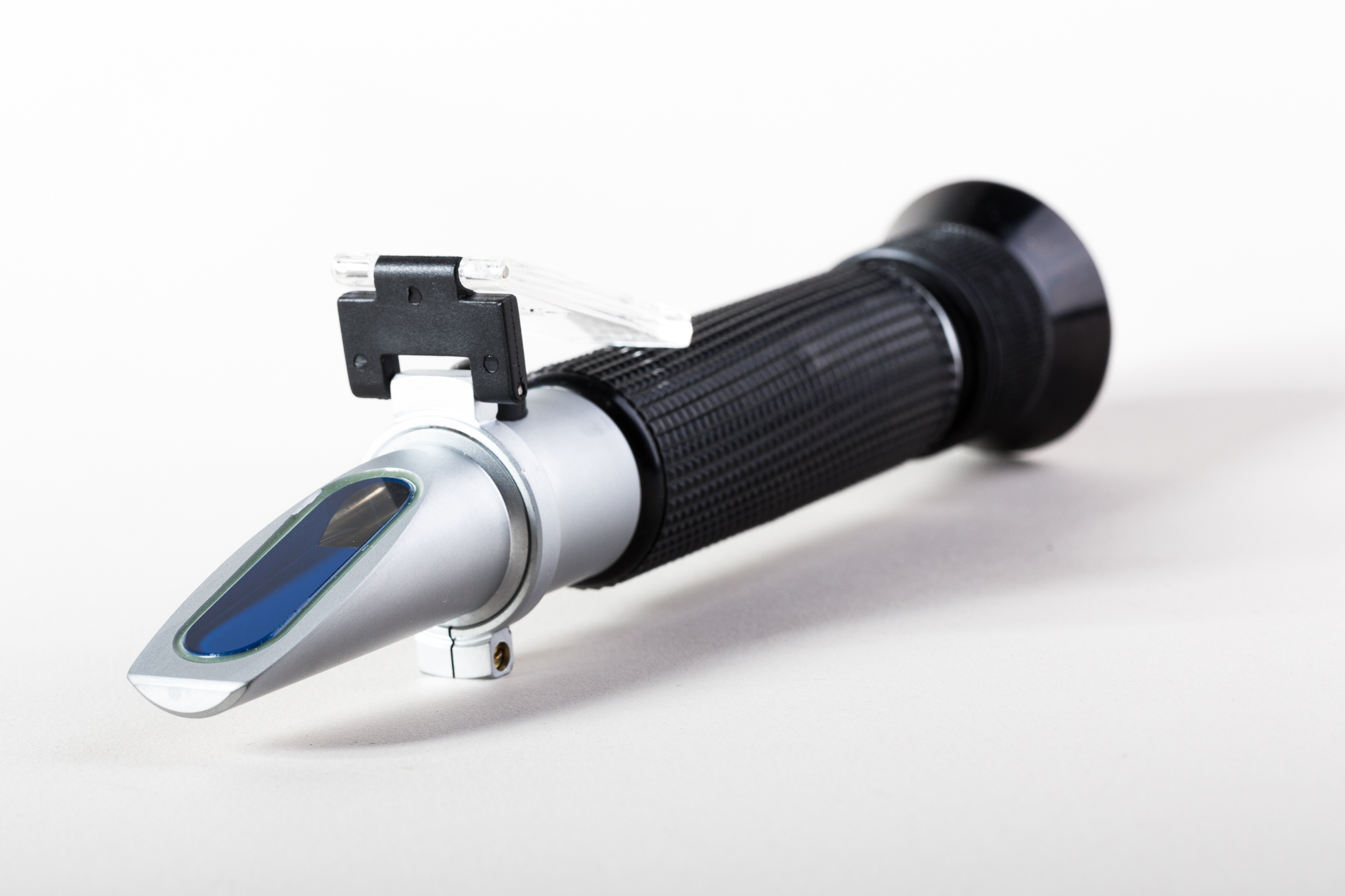
Réfractomètre ouvert
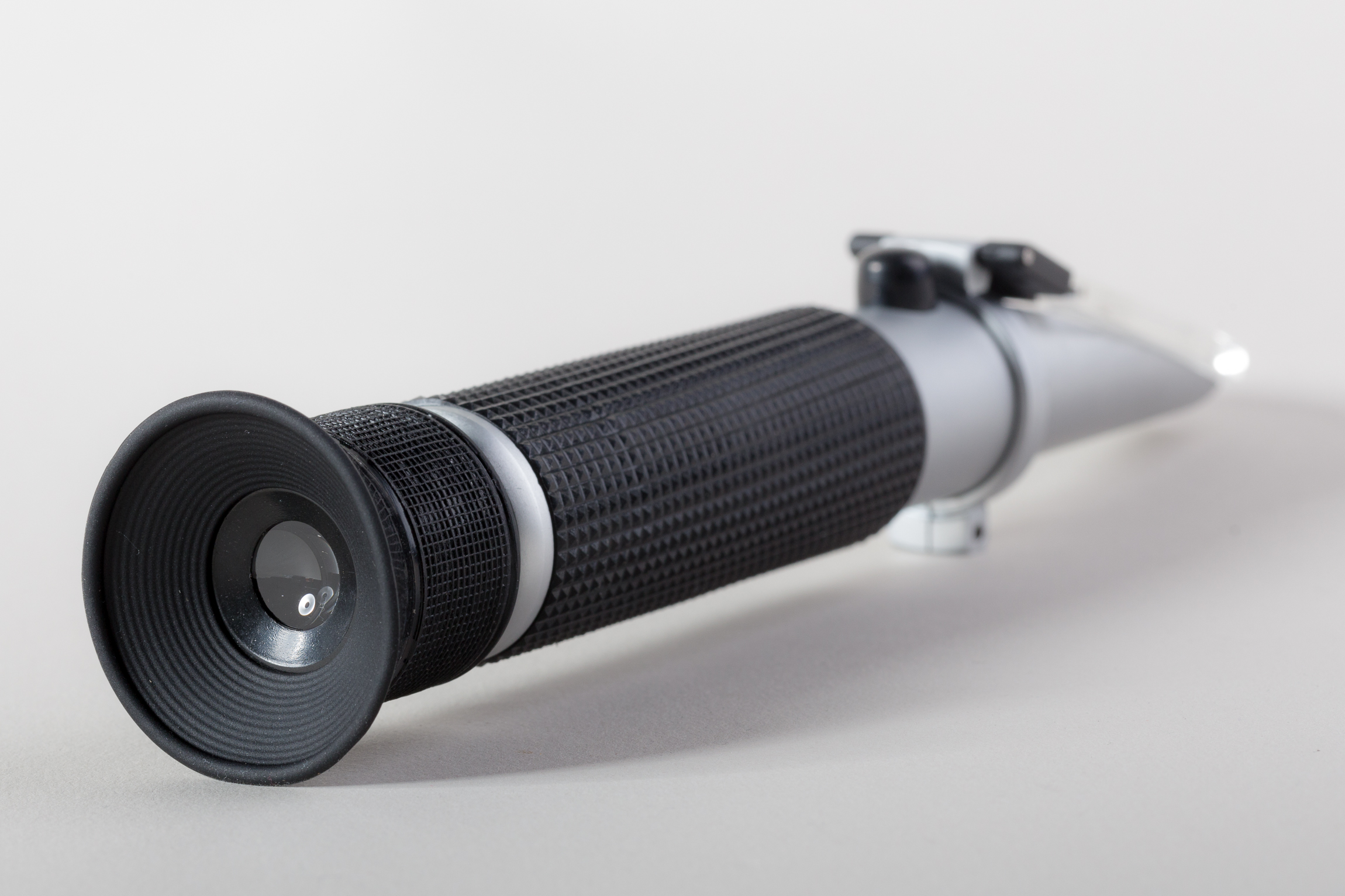
Vue générale du réfractomètre
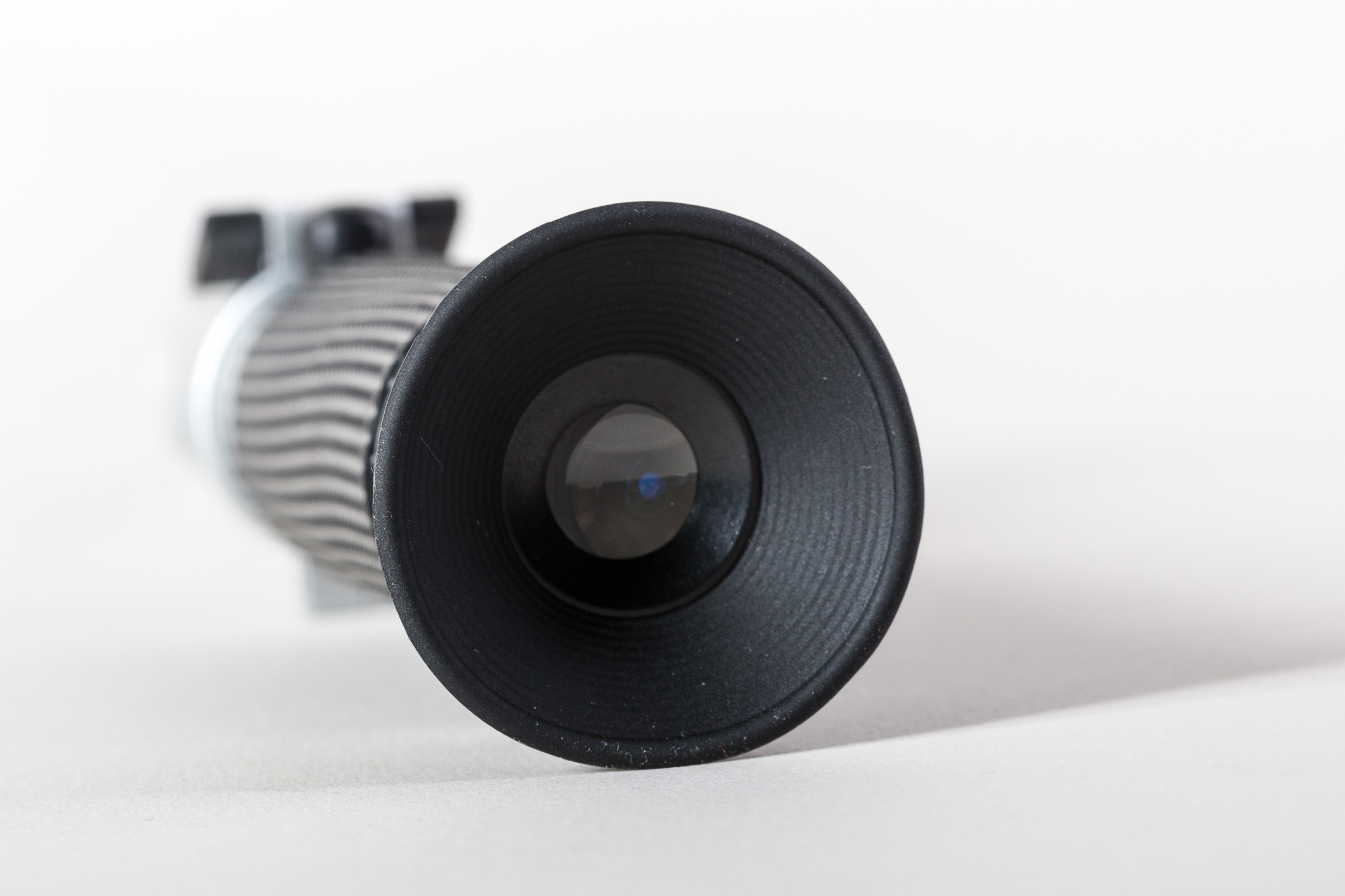
Gros plan sur l'oculaire

## Autres mesures de l'indice de réfraction
- Cette technique est également utilisable dans l'infrarouge[13].

- La mesure de la différence d'indice de réfraction entre deux solutions (réfractométrie différentielle) a été décrite avec une précision de 1 à 1,2 unité sur la sixième décimale. Elle met en jeu un prisme à liquide et un dispositif goniométrique[14].

## Substrats analysables
Les méthodes d'analyses modernes sont largement plus performantes que la réfractométrie. Celle-ci n'est pertinente qu'en absence de disponibilité de ces méthodes performantes, par exemple sur le terrain, pour comprendre certaines étapes de l'histoire des sciences, ou encore à titre pédagogique.

### Identification d'espèces chimiques
L'indice de réfraction étant une caractéristique physico-chimique tabulée pour de nombreuses espèces chimiques, cette technique est utilisable pour identifier un produit pur.

### Fruits
En viticulture, la quantité de sucre dans le jus de raisin est déterminable par réfractométrie. Elle est directement convertible en degré d'alcool après fermentation totale. Cette technique s'étend à l'estimation du taux de sucre de nombreux fruits et à l'étude de leur maturité. 

Mesure de l'indice de réfraction sur le terrain
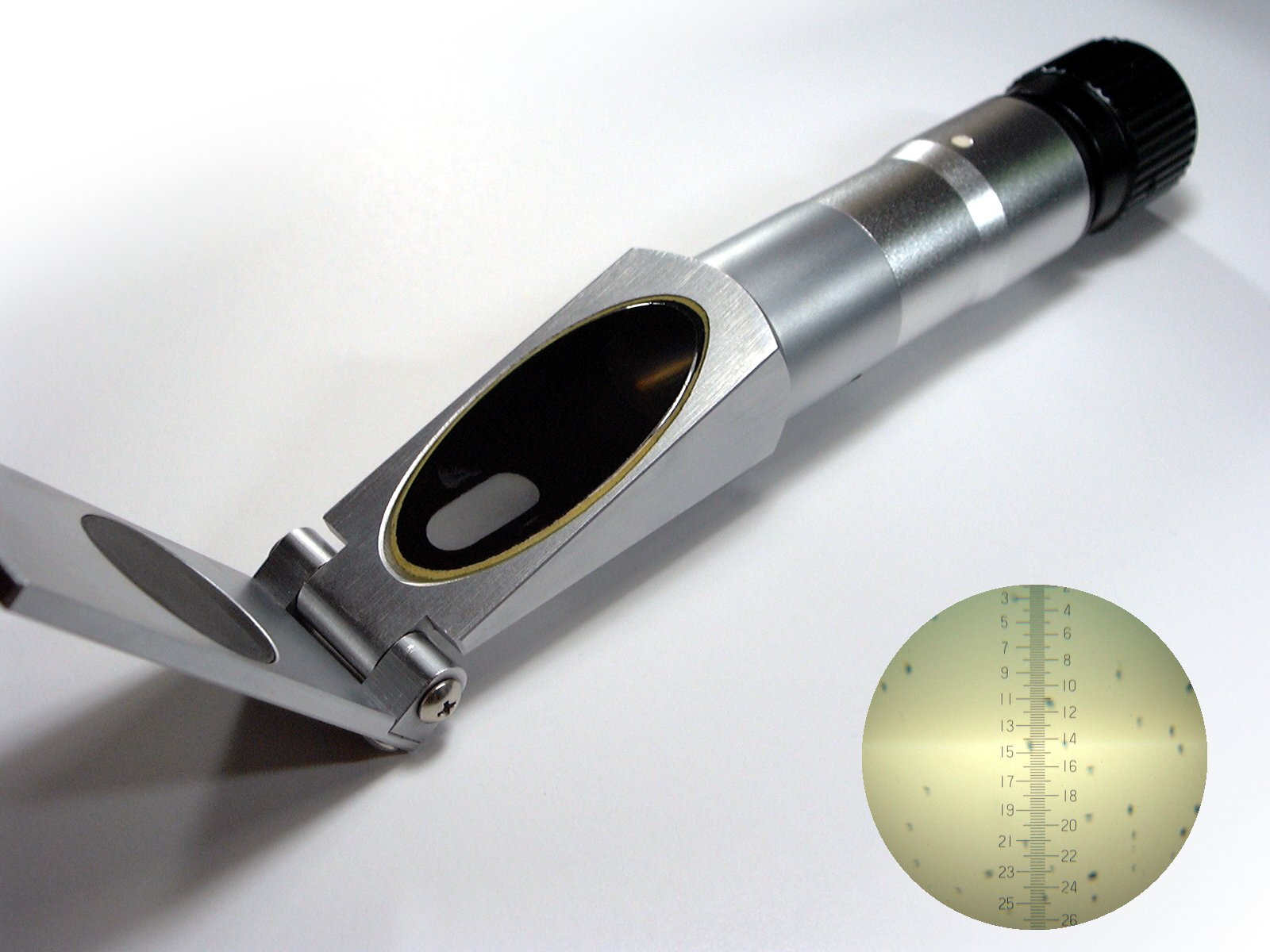
Réfractomètre portable pour l'analyse du jus de raisin sur le terrain
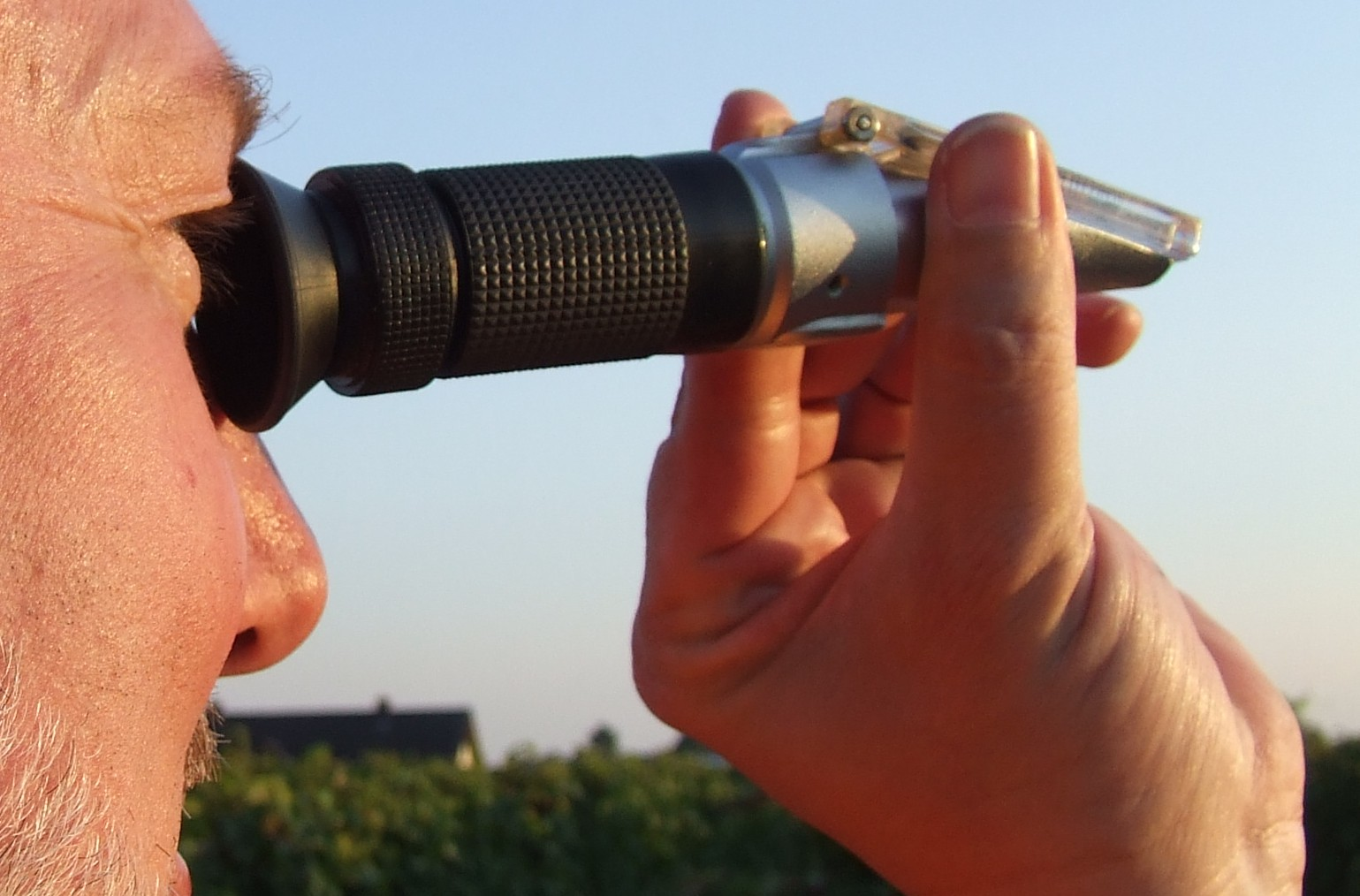
Utilisation du réfractomètre sur le terrain

### Minéraux

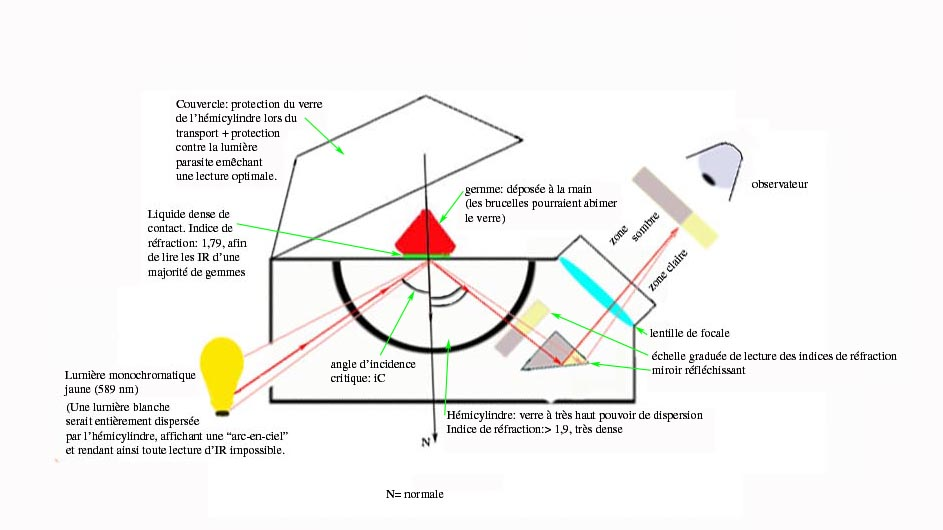
Réfractomètre pour l'analyse de gemmes

L'indice de réfraction d'une pierre fine, comme les gemmes, est une donnée pertinente. Il faut que la pierre ait au moins une face plane et polie. Le réfractomètre d'Abbe conçu pour les liquides doit être adapté (voir figure ci-contre)

### Autres usages
- La technique de réfractométrie directe est utilisable en ophtalmologie[15].

- Elle a, à une époque maintenant révolue, montré son efficacité pour doser de nombreux solutés d'intérêt biologique comme l'albumine dans le sérum sanguin chez le nourrisson[16].

- La méthode de Hackermann permettait d'analyser le lait (après traitement pour en isoler le sérum) [8] et en déduire s'il était opportun de l'utiliser pour en faire du fromage.

- En maintenance automobile, elle permet de mesurer la densité d'acide dans une batterie en kg/L. Les réfractomètres utilisés dans les garages sont de type portable, et de fait, d'une précision relative. Ils combinent souvent cette mesure de la densité d'acide avec celle de la densité d'antigel dans le liquide lave-glace et dans le liquide de refroidissement.
- La réfractométrie est également largement utilisée dans le café de spécialité afin de mesurer le TDS (Total dissolved solids)[17] .